# Euphorbia gayeri
Euphorbia gayeri là một loài thực vật có hoa trong họ Đại kích. Loài này được Borós & Soó mô tả khoa học đầu tiên năm 1924-1925 publ. 1925.